# Kriegsgefangenenlager 126 Nikolajew
Das Kriegsgefangenenlager 126 Nikolajew war ein Lager der UdSSR für Kriegsgefangene des Zweiten Weltkriegs. Es bestand von 1943 bis 1948 und wurde danach in Nikolajew als Lagerabteilung 7 des Lagers 159 – Odessa – weitergeführt. Die Lager unterstanden dem Innenministerium der UdSSR in Moskau. Das NKWD Sie bestimmte den allgemeinen Rahmen für Bewachung und Versorgung der Kriegsgefangenen wie den Umgang mit ihnen.
Die postalischen Bezeichnung der sowjetischen Kriegsgefangenenlager wurde im Winter/Frühjahr 1947 allgemein geändert. Den bisherigen Nummern wurde eine 7 – Sieben – vorangestellt – postalisch (Postfach / почтовый ящик) war das Kriegsgefangenenlager in Nikolajew Nummer 7126.

## Geschichte des Lagers
Das Kriegsgefangenenlager 126 Nikolajew hatte seinen Ursprung bei Schadrinsk in der westsibirischen Oblast Kurgan der damaligen RSFSR.
Dort wurde es im Juni 1943 am linken Ufer des Isetj am Rande eines Kiefernwaldes eingerichtet. Es bestand aus Erdhütten und Unterständen und war zunächst für bis zu 10.000 Kriegsgefangene vorgesehen. Der Aufbau des Lagers durch sowjetische Strafgefangene vollzog sich wegen Material- wie Personalmangels sehr schleppend. Am 18. September 1943 kamen die ersten beiden Gruppen deutscher Kriegsgefangener, insgesamt 996 Mann, ins Lager. Nach deren Untersuchung wurden 896 Mann entsprechend der 1. und 2. Kategorie als arbeitsfähig befunden. Bedingt- oder Nichtarbeitsfähige wurden entweder dem Genesendenkommando überstellt oder als Kranke zur stationären Heilbehandlung in ein SpezHospital verbracht.
Die eingetroffenen Kriegsgefangenen wurden hauptsächlich für den weiteren Ausbau des Lagers eingesetzt; zwei Metallarbeiterbrigaden, zusammen 60 Mann, arbeiteten in der Produktion. Im Februar 1944 erging für das Lager 126 der Befehl, es in die von der deutschen Wehrmacht befreiten Gebiete der Ukraine zum Wiederaufbau der vom Feind zerstörten Wirtschaft und Industrie zu verlegen. Die Lagerinsassen wurden entsprechend dem NKWD-Befehl auf andere Lager verteilt, insgesamt 759 Mann in das Lager 84 verlegt, Geschwächte in ein SpezHospital eingewiesen. Zunächst war als neuer Standort des Lagers Tschernigow vorgesehen, dann Kriwoi Rog, schließlich nach der Rückeroberung Nikolajews am Schwarzmeer im März 1944, entsprechend dem NKWD-Befehl vom 30. April 1944. Entsprechend den Wiederaufbauplänen sollten neben kleineren Einsatzstellen vor allem in den beiden Großwerften in Nikolajew, der Werft „61 Kommunara“ am Ingul und der Werft „Marti“  am Südlichen Bug, insgesamt 3.000 Kriegsgefangene eingesetzt werden.
Ein Vorkommando der Lagerleitung traf am 10. Mai 1944 in Nikolajew ein und entschied, auf dem der Werft „61 Kommunara“ gegenüber gelegenen Gelände Temwod die Kriegsgefangenen unterzubringen. Dieses Terrain am Ingul war um 1930 während der sowjetischen Industrialisierungskampagne (Fünfjahresplan / пятилетка/pjatiletka) mit 26 zweistöckigen Mittelganghäusern zur Aufnahme von Arbeitern der gegenüberliegenden Werft errichtet worden, diente während der deutschen Besatzungszeit ab April 1942 als Stalag 364 und war im November 1943 vor der heranrückenden Roten Armee geräumt worden.

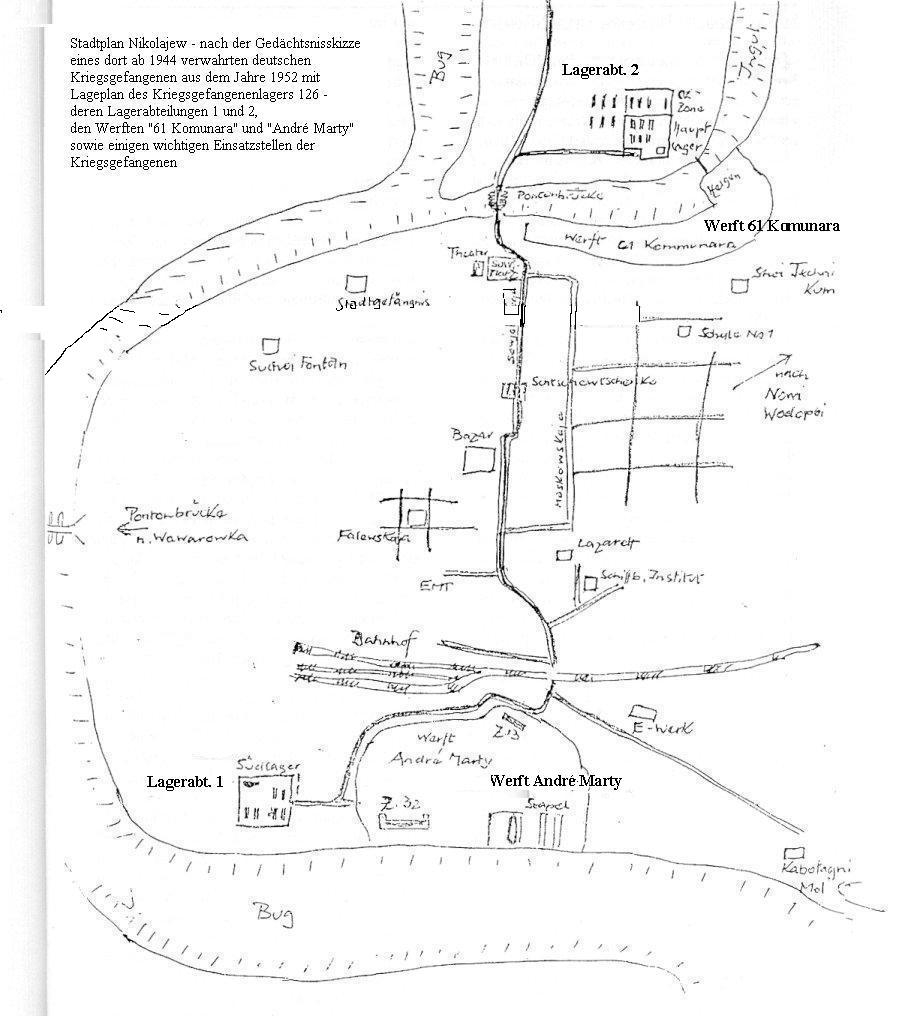
Gedächtnisskizze der Stadt Nikolajew von 1952 – mit Angaben über die Standorte des Kriegsgefangenenlagers 126

Am 14. Mai 1944 traf aus einem Sammellager der erste Schub von 1196 Kriegsgefangenen in diesem Komplex ein. Im Juni wurde im Süden der Stadt, an die Werft „André Marty“ angrenzend, eine Anzahl von einstöckigen Mittelganghäusern ebenfalls für die Aufnahme von Kriegsgefangenen eingerichtet. Während die Kriegsgefangenen vom „Hauptlager“ und „Südlager“ sprachen, wurden die Komplexe von der sowjetischen Verwaltung als „Lagerabteilungen“ bezeichnet, das Südlager als Lagerabteilung Nr. 1, das Hauptlager als Nr. 2 (zu den sowjetamtlichen Skizzen der beiden Lagerabteilungen siehe unter Diskussion). Vom Hauptlager wurde noch 1944 eine Anzahl von etwa fünf Gebäuden abgetrennt zur Aufnahme bedingt Arbeitsfähiger und -unfähiger, Genesender und Kranker, „OK-Zone“ genannt. Neben diesen beiden mit mehr als je 1.000 Kriegsgefangenen belegten Lagerabteilungen wurden vorübergehend noch bis zu 15 weitere kleinere Lagerabteilungen, jeweils in der Nähe von oder auf Arbeitsplätzen, eingerichtet, darunter in etwa 40 km Entfernung nördlich von Nikolajew eine Kolchose, die der Versorgung des Lagers mit landwirtschaftlichen Produkten dienen sollte.
Diese kleineren Lagerabteilungen, ausgenommen der Kolchosbetrieb, wurden bald wieder aufgehoben. Ab Herbst 1945 begann die Rückführung der Gefangenen, und nach weiteren drei Jahren im Herbst 1948 wurde auch die Lagerabteilung Nr. 1, das Südlager, aufgelöst und die Restbelegung in die Lagerabteilung Nr. 2 – Hauptlager übergeführt. Zeitgleich wurde diese Lagerabteilung als „7. Abteilung des Lagers 159 – Odessa“ fortgeführt.
Die faktische Auflösung des Kriegsgefangenenlagers in Nikolajew und der Heimtransport der Belegschaft erfolgte Ende Mai 1949. Zuvor, am 5. Mai 1949, wurden etwa 200 Kriegsgefangene, welche die Behörden in Kiew und Moskau aus den unterschiedlichsten Gründen (z. B. ungeklärter Kriegseinsatz, Zugehörigkeit zu einer des Kriegsverbrechens verdächtigen Einheit, Verwicklungen mit dem MWD) vorsorglich noch in Gewahrsam behalten wollten, auf einem Küstenfrachter bugabwärts und über das Schwarze Meer nach Odessa befördert. Von dort wurden sie eine Woche später mit weiteren, ebenso eingestuften Insassen aus Odessa des Lagers 159 – zusammen etwa 400 Mann – ins Donezgebiet befördert und im Regimelager Roja (Роя), einem Ortsteil der Stadt Kurachowo (Курахово), bis zur Jahreswende 1949/50 festgehalten.
Die Gebäude der beiden großen Lagerabteilungen 1 (Lage: 46° 56′ 29,55″ N, 31° 57′ 49,33″ O) und 2 einschließlich der OK-Zone (Lage: 46° 58′ 58,84″ N, 32° 0′ 37,54″ O) sind inzwischen abgerissen und die freigewordenen Flächen in die angrenzenden Werftgelände eingegliedert worden. Bei den Gebäuden handelte es sich um etwa 60 m lange Mittelganghäuser, in der Lagerabteilung 1 um einstöckige, in der Lagerabteilung 2 um zweistöckige mit einer in der Mitte des Gebäudes gelegenen Innen- und an einem Kopfende einer eisernen Außentreppe. Dort befand sich am Kopfende eine einfache Sanitäranlage. Nach der Erweiterung der Werften, der inzwischen umbenannten „André Marty“ (jetzt: Tschernomorskij Sudostroitelnij Sawod / Черноморский судостроительный завод) und „61 Kommunara“ (Судостроительный завод имени 61 коммунара), werden diese Areale anderweitig genutzt.

## Über die Kriegsgefangenen, ihre Herkunft und Repatriierung
Die ersten Schübe Kriegsgefangener kamen aus Sammelstellen in der südlichen Ukraine und aus dem Sammellager Uman. Die Gefangenen waren zumeist beim schnellen Rückzug in dieser Gegend während der Kesselschlacht von Kamenez-Podolski gemacht worden. Eine große Anzahl Lagerinsassen war im Sommer 1944 bei der Einkesselung im Mittelabschnitt bei Bobruisk in sowjetischen Gewahrsam geraten. Im Herbst wurden mehrere hundert Ungarn eingeliefert. Sie waren geschlossen als 1. ungarische Freiwilligen-Division zur Roten Armee übergelaufen und trugen ein auf die Spitze gestelltes kleines Metalldreieck mit der Zahl 1 an ihren Käppis. Außer ihren Waffen war ihnen nichts abgenommen worden, so dass sie in dem – sich als irrig herausstellenden – Glauben waren, ihrer Absicht entsprechend gegen die Wehrmacht eingesetzt zu werden. Große Schübe weiterer Gefangenen trafen nach der Kapitulation der Wehrmacht im Mai 1945 im Lager ein – aus Böhmen darunter auch solche, die zunächst in US-amerikanische Gefangenschaft gegangen waren und danach, weil sie bis zuletzt gegen die Rote Armee gekämpft hatten, dieser übergeben worden waren. Unter den fast 28.000 Gefangenen, die sich im Gewahrsam des Lagers befanden, machten Angehörige von Wehrmacht und SS den Hauptanteil aus (darunter mehr als 15.000 Deutsche aus dem Reichsgebiet von 1934). Außer den bereits erwähnten Ungarn (insgesamt fast 8.000) befand sich im Lager eine namhafte Zahl Rumänen (3.100), unter denen sich viele als Moldauer oder Bessarabier (mehr als 1.000) ausgaben, sowie sich die Ostmärker sogleich nach der Gefangennahme, also auch schon bevor Österreich wieder als selbständiger Staat existierte, bereits als Österreicher (628) bezeichneten. Die sowjetische Lagerleitung zählte unter den Gefangenen nicht weniger als 28 Nationen, darunter zwei Juden (Евреи) und einen Zigeuner (Цыгане).
In der Lagerabteilung Nr. 1 waren vorübergehend ab etwa Jahreswechsel 1945/46 für die Dauer fast eines Jahres ungefähr ein Dutzend Frauen im Alter von 20 bis 30 Jahren interniert. Sie stammten aus dem Osten Rumäniens, also zum Teil aus dem Gebiet des heutigen Moldawiens. Sie wurden im Lager und in der Garnison beschäftigt.
Erstmals wurden Gefangene bereits im Herbst 1945 in die Heimat entlassen. Dies waren ausschließlich Kranke, Invaliden und dauerhaft Arbeitsunfähige, auch deutsche – sofern sie nicht schon bei Kontrollen als Angehörige solcher Einheiten ausgemacht worden waren, die in Kriegsverbrechen verwickelt waren oder im Verdacht solcher Taten standen. Weitgehend nach diesen Kriterien erfolgten künftig weitere Repatriierungen, bei denen Rumänen (einschließlich Moldauer) und Ungarn gegenüber Deutschen verständlicherweise aus nachkriegspolitischen Erwägungen den Vorzug hatten.

## Registrierung der Kriegsgefangenen

Deckblatt der Personalakte eines Kriegsgefangenen Utschjotnoje Delo / Учетное Дело – mit dem Abschlussvermerk (Entlassung) vom 23. Mai 1949

Jeweils bald nach den Schüben neuer Kriegsgefangener aus den Sammellagern registrierte die sowjetische Lagerleitung die Neuzugänge. Dabei wurde für jeden Kriegsgefangenen eine Personalakte (Utschetnoe Delo / Учетное Дело) mit Registrierungs-Nummer angelegt, in der datenmäßig der Zugang zum Lager wie auch der Abschluss, i. d. R. die Entlassung, aber auch der Tod, festgehalten wurde. Sie begleitete den Kriegsgefangenen während seines Gewahrsams.
Für diese Registrierung wurden von der Hauptabteilung für Angelegenheiten der Kriegsgefangenen und Internierten des Innenministeriums (MWD UdSSR – МВД СССР) einheitlich gestaltete Vordrucke (Fragebogen – Опросный Лист) verwendet. Sie enthielten mehr als 40 Fragen zur Person, nach den Eltern, dem Kriegseinsatz, Lebenslauf, Beruf und Mitgliedschaften, nach den nächsten Verwandten und Aufenthalten in der Sowjetunion. Die protokollierten Antworten waren unterschriftlich zu bestätigen.
Auf einem gesonderten Blatt war durch den Befrager eine oberflächliche Personenbeschreibung (u. a. Größe, Statur) abzugeben. Überdies war Raum für Dienstvermerke über örtliche Veränderungen, Vergehen und disziplinarische Maßnahmen, Anstiftung zu und Verantwortlichkeit für Verbrechen. Die Verpflichtung zu den im nächsten Abschnitt angesprochenen Spitzeldiensten wurde jedoch in der Personalakte nicht festgehalten, vermutlich weil insoweit eine andere Behörde als die Hauptverwaltung für Angelegenheiten der Kriegsgefangenen und Internierten zuständig war.
Zur Überprüfung der Angaben des Kriegsgefangenen wurde die Befragung nach geraumer Zeit wiederholt, um eventuell Widersprüchliches oder Verschwiegenes aufzudecken, was günstige Gelegenheit bot, den Kriegsgefangenen zur informellen Mitarbeit zu bewegen.
In der Regel wurden noch vor der ersten Registrierung, nämlich noch vor der Übernahme ins Lager, die Neuankömmlinge in der Banja einer Kahlschur an Kopf und Körper und die Bekleidung einer Entlausung / Desinfektion unterzogen.

## Bewachung, Überwachung und Aufsicht
Für die Unterbringung der Kriegsgefangenen waren Stacheldraht umzäunte Areale errichtet, sogenannte Zonen, um die Wachtürme mit gegenseitiger Sichtverbindung aufgestellt waren. Für die Bewachung wurden Sondereinheiten, fast ausschließlich 20 bis 30 Jahre alte Soldaten, eingesetzt. Sie besetzten die Wachtürme, begleiteten bei Transporten und bewachten rund um die Arbeitsstellen. Sie hatten jedoch wie auch ihre Offiziere keinen Zugang zum Lager. Nur der diensthabende Wachoffizier, De-Journe bezeichnet, der Zu- und Abgänge am Lagertor kontrollierte und registrierte, betrat zur täglichen Zählung auf dem Appellplatz die Zone. Sonst hatte er dort nichts zu suchen.
Für Ordnung und Sauberkeit und den geregelten Tagesablauf im Lager hatte der kriegsgefangene Lagerführer mit seinen Funktionären zu sorgen. Für Überwachung und Aufsicht waren die MWD-Residenten zuständig. Bei diesen Politoffizieren handelte es sich in den Nikolajewer Lagerabteilungen um deutschsprechende Staatssicherheitsoffiziere. Sie hielten sich nach eigenem Ermessen, also unregelmäßig, in den Zonen auf. Sie beaufsichtigten die Lagerführung und überwachten das Lagerleben, vor allem die Versorgung.
Welcher Hilfskräfte sie sich bedienten, wenn die dürftigen Habseligkeiten der Kriegsgefangenen in den Unterkünften während der Arbeitszeit, in der sich außer Funktionären niemand in der Zone aufhielt, nach Verbotenem durchsucht wurden – was vor der Kapitulation und auch noch in der ersten Zeit danach gelegentlich geschah – blieb unbekannt. Dann wurden schon mal Kleinigkeiten wie selbstgefertigte Messer oder Notizen vermisst.
Daneben informierten sie sich durch Gespräche und suchten erste Kontakte zu einzelnen Kriegsgefangenen, die nach geheimen Unter-Vier-Augen-Gesprächen womöglich zu verdeckter intensiverer Zusammenarbeit (Spitzeldienste) führten. Wer dazu auserwählt wurde und sich (in Erwartung oder unter Zusagen von Vergünstigungen) bereit fand, wurde unterschriftlich zu absoluter Verschwiegenheit verpflichtet – bei Strafandrohung bis zu 25 Jahren Straflager im Falle der Zuwiderhandlung. Schon für das Ausplaudern des Kontaktes war Strafe angedroht. Zum Lohn erhielten die Verpflichteten, je nach Fähigkeiten einen Verwaltungsposten oder eine sonstige Vergünstigung. Auf diese Weise wurde im Verlauf der Zeit über das Lager ein Netz von Informanten gespannt. Aufgabe der so Verpflichteten war die Ausforschung der Mitgefangenen beispielsweise nach Kriegsverbrechen, verheimlichter NS-Führungsfunktion, Identifikation von Kriegsgefangenen unter falschem Namen, Berichte über die Stimmungslage unter den Gefangenen. Wegen der Verschwiegenheit herrschte im Lager über die Arbeit der Staatssicherheitsoffiziere Ungewissheit, wodurch ein Nährboden für Gerüchte und Vermutungen entstand. Misstrauen war also allgemein angebracht, um nicht die ohnehin schlechte Lage des Einzelnen durch Unbedachtes noch unnötig zu verschärfen.

## Einrichtungen und Organisation
Die beiden großen Lagerabteilungen verfügten über Versorgungseinrichtungen wie Küche und Magazine und erhielten im Verlauf der Zeit auf die Belange des Lagers abgestimmte Reparaturwerkstätten wie Tischlerei, Schneiderei und Schuhmacherei. Letztere arbeiteten hauptsächlich die in Magazinen verwahrte Bekleidung auf, also im Sommerhalbjahr die für den Winter bestimmte, im Winterhalbjahr die für den Sommer. Während sich die Lagerführung und die Funktionäre aus den vorhandenen Materialien sogar Maßgeschneidertes fertigen ließen, wurde individuell für den einzelnen Kriegsgefangenen kaum eine Reparatur ausgeführt, es sei denn, er konnte mit einer Gegenleistung (von der Arbeitsstelle in der Stadt Beschafftes, Geld, Tabak o. ä.) und zudem mit dem nötigen Material für die Instandsetzung dienen.
In den Gebäuden, allgemein als „Korpusse“ bezeichnet, wurde anfangs mangels Bettgestellen auf dem Fußboden geschlafen, gegen Ende des Jahres 1944 wurden zwei- oder dreistöckig Holzpritschen eingebaut, die schließlich ab Sommer / Herbst 1945 einfache, aus Eisenrohr zusammengeschweißte zweistöckige Gestelle ohne Auflage ersetzten. Materialien von den Arbeitsstätten, wie hauptsächlich Draht, wurde zwischen die Rohre gespannt; als Unterlage dienten mit Schilf gefüllte Strohsäcke. Licht erzeugten Ölfunzeln und Karbidlampen, ehe ab Sommer / Herbst 1945 elektrischer Strom und Glühbirnen, zumeist auf den Arbeitsstätten heimlich organisiert, zur Verfügung standen. In den gut 15 m² großen Räumen der Korpusse befanden sich gemauerte Öfen, die überwiegend mit auf den Arbeitsstätten organisiertem Heizmaterial, zumeist Holz jeglicher Art, befeuert wurden.
Für bauliche Maßnahmen, die notwendig wurden durch Veränderungen der Belegung, oder Verbesserungen der höchst unzureichenden sanitären Einrichtungen wurden Handwerker (sog. Spezialisten) aus den entsprechenden Arbeitsbrigaden herangezogen. Die dafür erforderlichen Materialien stellten zum Teil die Werften zur Verfügung – oder sie wurden von den Kriegsgefangenen auf den Baustellen „organisiert“ und ins Lager gebracht – je nach den Umständen vor der Eingangskontrolle versteckt, von ihr geduldet als auch bewusst übersehen.
1944/45 war im Südlager für den Abtritt zwischen zwei Korpussen zunächst eine durch aufgestelltes Schilf sichtgeschützte große offenen Grube mit Sitzbalken eingerichtet, die nach Zweckerfüllung zugeschüttet und durch eine andere, an anderer Stelle errichtet, ersetzt wurde. Zeitweise diente diesem Zweck eine zusammengenagelte 1 m hohe Holzkiste mit einer Grundfläche von etwa 2 m × 3 m mit vier Abtrittlöchern. War ein bestimmter Füllstand erreicht, wurde die Kiste an ihren zwei seitlichen Holmen nach außerhalb des Lagers getragen und dort in Gruben des Ufersandes entleert und wieder verwendet.
Als Verpflegung gab es zweimal täglich etwa einen Halbliter dünne Suppe und mittags zusätzlich 200 g Brei, Kascha. Wichtigstes Nahrungsmittel waren jedoch 600 Gramm Brot – vorausgesetzt, die nötigen Mittel waren vorhanden, was hinsichtlich Mehl bis zur Kapitulation mehrmals nicht der Fall war und auch später gelegentlich von der Versorgungslage in Nikolajew abhing. Das Mehl wurde dann oft durch Beigabe von Rüben oder ähnlichem gestreckt; das Brot war dementsprechend klitschig. Zur Verpflegung gehörten weiter geringe Mengen Zucker und Tabak (fast nur Machorka-Grobschnitt), Kernseife und Streichhölzer. Die Mittagsverpflegung wurde in großen Blechkübeln aus der Lagerküche an die Arbeitsstellen befördert und dort während der halbstündigen Pause ausgegeben.
Die Verteilung der Verpflegung erfolgte bis Mitte 1945 hinein unter argwöhnischer Überwachung. Ein Zustand, der sich danach zwar abmilderte, jedoch im Wesentlichen über die gesamte Dauer der Kriegsgefangenschaft anhielt.  So wurde  bei der Ausgabe von Suppe darauf geachtet, dass die Schöpfkelle gestrichen gefüllt und der Inhalt der Kübel immer wieder umgerührt wurde, damit bei den zumeist wässerigen Suppen eine annähernd gleichmäßige Vermischung der nahrhafteren Bestandteile gewährleistet war. Brot wurde stubenweise ausgegeben und an der Ausgabe meist von zwei Brotholern in Empfang genommen. Sie sollten sich gegenseitig kontrollieren, zugleich den Transport über den Lagerplatz auf die Stube gegen handstreichartigen Raub anderer Gefangener sichern. Da es bei der zunächst nach Augenmaß vorgenommene Portionierung der Laibe oft zu Streitigkeiten kam, wurden selbst gebastelte, immer weiter verfeinerte Waagen eingesetzt. Die begehrten, weil besser ausgebackenen und daher trockneren Kantenstücke gab es nach vereinbarter Reihenfolge. Die verfeinerten Waagen wurden sogar bei der Aufteilung der stubenweise ausgegebenen Zucker- und Tabakmengen verwendet.

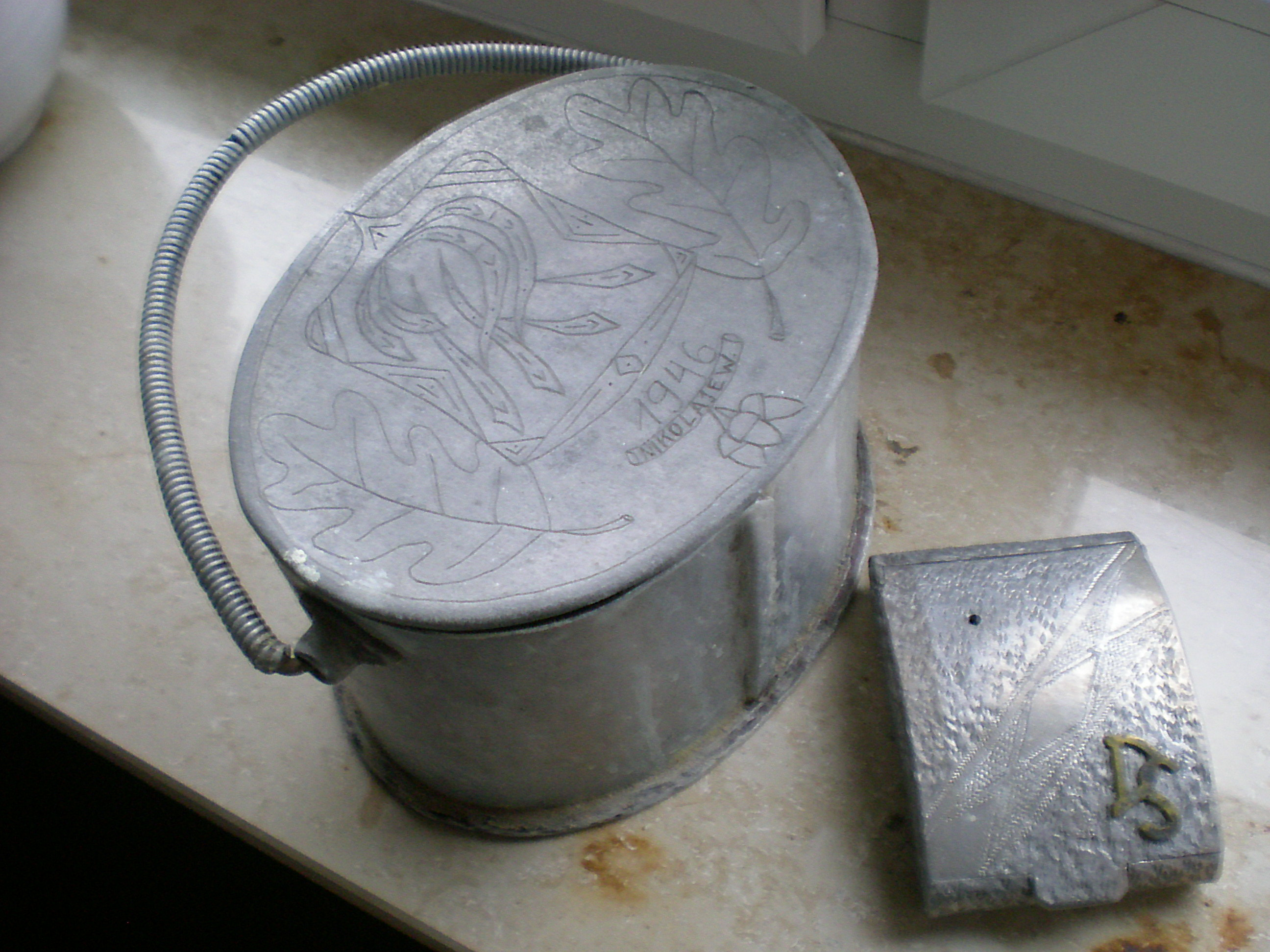
Kochgeschirr, das wichtigste Utensil eines Kriegsgefangenen in der Sowjetunion, und Tabakdose

Geschirr und Besteck wurden vom Lager nicht gestellt, sondern mussten sich die Kriegsgefangenen selbst beschaffen. So waren für den Empfang von Suppe und Kascha neben den wenigen geretteten Wehrmachts-Kochgeschirren Gefäße eigenartigster Konstruktion in Gebrauch – von der einfachen, möglichst großen Konservendose (wegen eines möglichen Nachschlags) bis zu künstlerisch gestalteten und ornamental geschmückten Kochgeschirren aus Aluminium. Für etliche Gefangene war es das wichtigste Utensil, das einige selbst bei der Arbeit irgendwie an der Kleidung befestigt trugen.
Als Bekleidung hatten die Gefangenen im Kriegswinter 1944/45 zumeist nur das, womit sie in Gefangenschaft geraten waren – oft weniger als das, weil ihnen auf dem Weg ins Sammellager für weggenommene Bekleidung (i. d. R. Uniformjacken und vor allem Schuhzeug, die dem eigenen Gebrauch, aber auch zum Tausch bei der Bevölkerung gegen Verpflegung und Alkoholika dienten, gelegentlich sogar Unterwäsche) nur minderwertiger Ersatz, wenn überhaupt, wiedergegeben wurde. Das widerfuhr vor allem denen, die einzeln oder in kleineren Gruppen in Gefangenschaft geraten waren. So besaß kaum einer der vor der Kapitulation Gefangengenommenen ausreichendes Schuhwerk; viele kamen barfuß ins Lager und mussten sich mit Fußbrettern behelfen. Später wurden neben zusammengeflickten alten (zumeist einzelnen) Stiefeln vielfach die typischen Holländer-Holzschuhe ausgegeben. Etliche Kriegsgefangene kamen zerlumpt und verlaust in der ihnen als Ersatz zugewiesenen Kleidung im Lager an.
Ab Herbst 1945 wurde für den kommenden Winter wärmere Oberbekleidung ausgegeben, aus Beutebeständen und auch neue abgesteppte Wattejacken (sog. Fufaika). Zur Kenntlichmachung als Kriegsgefangene war die Oberbekleidung am Arm mit den kyrillischen Buchstaben „WP“ als Kürzel für woennoplennij – военнопленный (ВП) zu versehen.
Bei der Ausgabe der letztgenannten Gegenstände ging man wegen des Mangels, dass nicht sämtliche Kriegsgefangenen bedacht werden konnten, nach dem allgemein angewandten Prinzip vor, die besten Arbeitskräfte (d. h. die 100 % und mehr der geforderten Leistung erbrachten) zu bevorzugen.
Die lagerinterne Verwaltung lag in den Händen von Kriegsgefangenen, bei Lagerführern und Korpusältesten, die von der sowjetischen Lagerleitung und dem MWD-Residenten ausgewählt worden waren. Bei der Auswahl spielten Alter, Gesinnung, Durchsetzungsfähigkeit und vor allem russische Sprachkenntnisse eine wichtige Rolle. Sie waren vom Arbeitseinsatz außerhalb des Lagers befreit und hatten im Lager für Sauberkeit und Ordnung zu sorgen.
So wurde das Lagerleben weitgehend, in diesem Rahmen, also unter sowjetamtlicher Oberaufsicht, von ausgewählten Kriegsgefangenen bestimmt, vom Lagerführer, von Funktionären und Gehilfen, den sog. Bataillonern (auch Korpusführer genannt) und Brigadieren (Leiter der Arbeitsbrigaden). Zur Durchsetzung und Disziplinierung bediente sich der Lagerführer oft des Gummischlauchs, mit dem er stets drohend (wie er es vom rumänischen Militär her kannte, bei dem die Prügelstrafe erlaubt war) herumfuchtelte und diesen nicht selten gebrauchte.
Anfangs wurden in der Lagerführung wie für die Dienste im Lager Nichtdeutsche, vor allem Rumänen (unter diesen die oft des Russischen kundigen Moldauer), bevorzugt eingesetzt, die in den Deutschen die Schuldigen ihrer Misere sahen. Das geschah ebenfalls bei der Zuweisung zu den Arbeitsstellen solange, bis auf sowjetischer Seite die Einsicht reifte, dass die deutschen Kriegsgefangenen aufgrund ihrer gründlicheren Ausbildung bessere Leistungen erbrachten. Die sowjetische Lagerleitung nutzte diese Konfliktsituation unter den Nationalitäten für deren gegenseitige Überwachung aus.

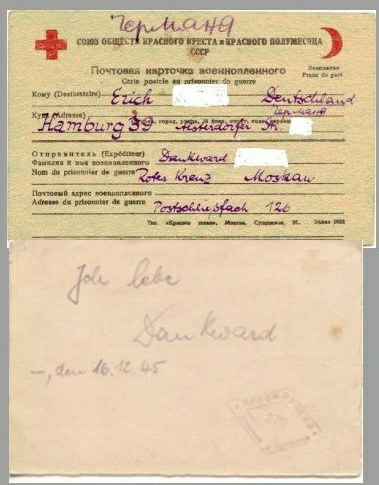
Kriegsgefangenenpost aus der UdSSR auf amtlichem Vordruck – Lager 126 Nikolajew Dezember 1945 –

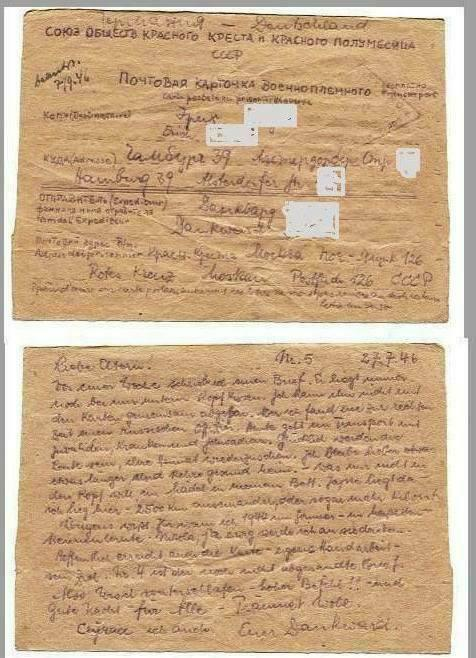
Kriegsgefangenenpost aus der UdSSR – Lager 126 Nikolajew
Sommer 1946 – auf selbst gefertigter Rückantwortkarte. Mit verstecktem Hinweis auf den Gewahrsamsort: … wißt Ihr, wen ich im Sommer 1944 – im heißesten – kennenlernte, Nikola, ja ewig werde ich an sie denken

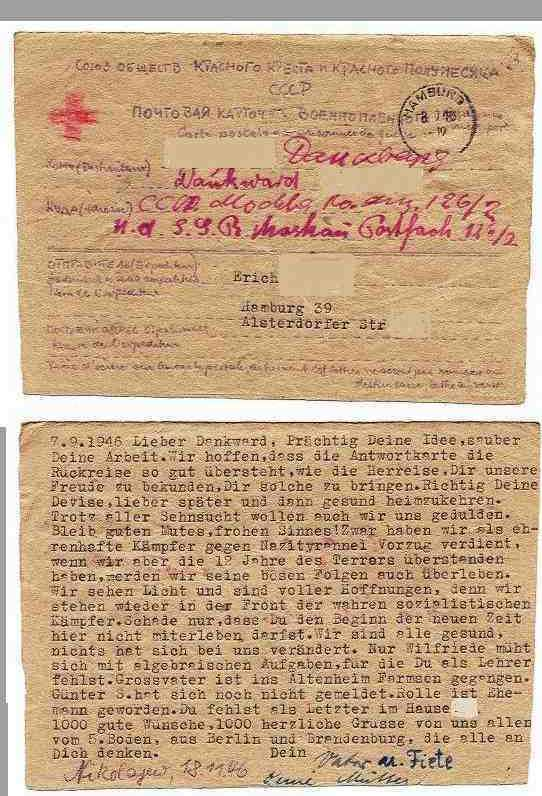
Antwort aus der Heimat

Etwa gleichzeitig mit der Ausgabe von Winterbekleidung im Herbst 1945 begann der Postverkehr. Er trug wesentlich zur Besserung der Verhältnisse bei den Gefangenen sowohl in psychologischer wie auch physischer Hinsicht bei; er stärkte im Zusammenhang mit ersten Rückführungen Kranker und Schwacher die Zuversicht auf eine absehbare Heimkehr. Selbst die nach Moskau und Kiew gemeldeten Arbeitsergebnisse belegen das.
Für den Postverkehr wurden vorgedruckte Doppelkarten (zur Rückantwort) des Sowjetischen Roten Kreuzes und Roten Halbmondes ausgegeben. Die Vergabe der für die gesamte Belegschaft nicht ausreichenden Anzahl wurde, wie üblich, zunächst nach dem Prinzip der Arbeitsleistung vorgenommen. Schlechte Normerfüllung war auch in diesem Falle nachteilig.
Während aus dem Lager nur Vordruckkarten (oder Nachbildungen) abgingen, trafen bald nach dem Beginn des Postverkehrs im Lager bisweilen auch Briefe und Karten anderer Art als die sowjetamtlich vorgedruckten ein. Päckchen oder Pakete aus der Heimat sind im Lager 126 nie verteilt worden.
Die Laufzeit der Post zwischen Nachricht und Antwort auf vorgedruckten Doppelkarten währte in der Regel mindest zwei Monate, üblicherweise ein Vierteljahr, wenn nicht gar vereinzelt noch länger. Ursächlich dafür war unter anderem, dass sämtlicher Postverkehr über Moskau lief, wo er der Zensur unterworfen wurde. Karten in die Heimat wurden dabei mit einem Stempelabdruck in Rhombusform mit einer Kennnummer, vermutlich der des Prüfers, versehen (wie links auf der Postkarte vom 16. Dezember 1945 ersichtlich). Bei der weiteren Beförderung war nicht ausgeschlossen, dass auch die Besatzungsbehörden in Deutschland erneut kontrollierten, wie gelegentliche Kontrollstempel der britischen Militärbehörden auf Sendungen in ihre Besatzungszone belegen. Die Post aus der Heimat unterlag auf dem Rückweg der gleichen Prozedur, nun gelegentlich, jedenfalls aus der britischen Besatzungszone, mit einem britischen Stempelabdruck versehen.
Da bereits ab Mitte 1946 statt der bis dahin üblichen weißen Doppelkarten nun braunes Papier verwendet wurde, das farblich und strukturell dem Papier der dreischichtigen Zementsäcke ähnelte, kopierten einige Gefangene auf der auch von der Zivilbevölkerung gefragten Innenlage mit den ihnen zur Verfügung stehenden Mitteln diese braunen Doppelkarten. Diese Nachbildungen wurden, wie nebenstehend belegt, von den sowjetischen Behörden nicht beanstandet. Auch für die Rückantworten wurden sie verwendet.
Sogleich nach der Verlegung nach Nikolajew wurden umständehalber in den Lagerabteilungen 1 und 2 Räume zur stationären wie ambulanten Behandlung der Kranken, Verwundeten und Verletzten eingerichtet. Das um die Jahreswende 1944/45 aufgebaute, einer anderen Behörde unterstellte „Spez Hospital Nr. 4564“ nahm ab Frühjahr 1945 die schweren Fälle auf. Es lag inmitten der Stadt.
Zur Ahndung von Disziplinlosigkeit, kleineren Delikten wie Diebstahl unter den Lagerinsassen, Betrügereien zum Nachteil anderer Kriegsgefangener, Verunreinigungen und Beschädigungen von Gemeinschaftseinrichtungen wie Toiletten und Waschräumen oder geringfügige Diebstähle oder Veruntreuungen und Unterschlagungen von Versorgungsgütern war in der Lagerabteilung 2 (Hauptlager) in einem einzeln stehenden kleinen Gebäude ein Karzer eingerichtet. In ihm wurden auch psychisch Gestörte untergebracht, die durch ihr Gehabe – z. B. ständiges Geschrei – die Gemeinschaft störten. Die Ahndung sprach der Lagerführer aus, wahrscheinlich in Abstimmung mit der sowjetischen Lagerleitung.

## Arbeitseinsatz und Freizeit
Über den Arbeitseinsatz des einzelnen Gefangenen entschied neben den beruflichen Fähigkeiten seine körperliche Verfassung. Die Arbeitsfähigkeit wurde bei regelmäßigen Untersuchungen der gesamten Lagerbelegschaft zumeist durch sowjetische Militärärztinnen auf einfachste Weise festgestellt, indem mit dem sogenannten Arschgriff ins Gesäß gegriffen und dessen Festigkeit geprüft wurde – je schlaffer (also je weiter in die Länge zu ziehen) desto weniger arbeitsfähig.
Fünf Kategorien wurden unterschieden
- Kategorie I und II – uneingeschränkt arbeitsfähig
- Kategorie III – bedingt arbeitsfähig
- Kategorie OK – leichtere Arbeit, bis zu vier Stunden täglich, Genesende
- Kategorie Dystrophie – arbeitsunfähig, bettlägerig.

Die Untersuchungen, bei denen stets der linke Arm zu heben war, dienten zugleich der Feststellung von Blutgruppentätowierungen bei SS-Angehörigen.
In akuten Krankheitsfällen befanden ebenfalls diese Ärzte vor dem Abmarsch auf die Arbeitsstellen über die Einsatzfähigkeit des Betreffenden.
Die Arbeitszeit bemaß sich auch für die Kriegsgefangenen nach den allgemein gültigen Arbeitsregeln der Sowjetunion, in der der Acht-Stundentag galt. Von gelegentlichen Ausnahmen, vor allem in den Jahren 1944 und 1945 abgesehen, wurde diese Regel tatsächlich auch eingehalten. Mittags, also zur Hälfte der Arbeitszeit, wurde eine halbstündige Pause zum Essen und zur Ruhe eingelegt.
Für den Arbeitseinsatz wurden die Kriegsgefangenen nach Nationalitäten getrennt in Arbeitsbrigaden eingeteilt, deren fachliche Zusammensetzung und Stärke sich nach dem Bedarf am Arbeitsplatz richtete. Während Ingenieure, Handwerksmeister und Vorarbeiter der einheimischen Betriebe die Aufgaben stellten (oft nach ministeriellen Vorgaben aus Moskau), teilten Brigadiere ihre Mannschaft je nach Fähigkeiten für die Ausführung ein. Derweil hatten Rotarmisten allein die Aufgabe, ringsum die abgegrenzte Arbeitszone zu bewachen. Das hielt sie in der ersten Zeit nicht davon ab, die Kriegsgefangenen auf dem Weg zur und von der Arbeit anzutreiben. Ebenso kam es, vornehmlich vor der deutschen Kapitulation, auch zu Übergriffen auf den Arbeitsstellen.
Als ab Ende 1945 durch Entlassungen aus der Roten Armee Personalknappheit bei der Bewachung eintrat, rekrutierte man aus den Reihen der Lagerinsassen ausgesuchte Gefangenen als sogenannte Hilfskommandos (wspomogatelnaja komanda – вспомогательная команда), die unter der Aufsicht von Rotarmisten die Arbeitsbrigaden begleiteten und als Posten die Grenzen der Arbeitszonen bewachten. Sie waren durch die kyrillischen Buchstaben für WK (ВК) auf dem Oberarm kenntlich.
Der Arbeitseinsatz in den ersten Monaten bestand hauptsächlich in Aufräumungsarbeiten auf den Werften und den sonstigen Betrieben. Frühzeitig wurden Facharbeiterbrigaden unter anderem für die Eisen- und Holzverarbeitung gebildet und entweder in Zusammenarbeit mit Zivilisten oder in für sie abgetrennten Werkstätten eingesetzt.
Der Arbeitseinsatz erfolgte nach den allgemein in der Sowjetunion geltenden Regeln, die für jede messbare Arbeit bestimmte Leistungsnormen des Stachanow-Systems vorschrieben und für deren Erfüllung Entgelte festgeschrieben waren, die in der Summe an die Lagerverwaltung abzuführen waren. So war jährlich eine grobe Kosten-Nutzen-Rechnung möglich. Je nach dem Maß der Erfüllung der Arbeit erhielten die Brigaden Zulagen von Brot, und zwar bei 100 % und mehr 200 g, bei 80 % 100 g je Person.
Etwa um die Jahreswende 1946/47 wurde auch für den Arbeitseinsatz der Kriegsgefangenen die in der sowjetischen Arbeitswelt übliche Institution des Normirowschtschik (Нормировщик) eingerichtet – von den Kriegsgefangene auch Normschreiber bezeichnet.
Ursache für diese Maßnahme dürften Unregelmäßigkeiten zulasten des Lagers und damit auch zum Nachteil der Kriegsgefangenen gewesen sein. Von der Lagerverwaltung war bis dahin die Leistung der Arbeitsbrigaden kaum geprüft worden, vielmehr wurden die Angaben der Betriebe übernommen und damit den Abrechnungen zugrunde gelegt.
Die Aufgabe des Normorowschtschik war, den Arbeitseinsatz auf der Arbeitsstelle hinsichtlich des sowjetischen Normsystems zu überwachen und die Ergebnisse der täglichen Arbeit dem Lager zu melden.
Normirowschtschiki waren überwiegend auf solchen Arbeitsstellen tätig, wo mehrere Arbeitsbrigaden eingesetzt waren.
Im Einzelnen hatte er zu prüfen, ob
bei Arbeitsbeginn der beschriebene Arbeitsauftrag (Narjad наряд) mit der zu leistenden Arbeit übereinstimmte und die Arbeit damit zutreffend bewertet wurde,
nach der Tagesarbeit das richtige Maß der geleisteten Arbeit aufgenommen und damit für die Errechnung der Löhnung registriert worden war.
Zu diesem Zweck wurde die Arbeitsleistung je nach Art der Arbeit für die Arbeitsbrigade, ggfs. auch für den Einzelnen, von einem Betriebsangehörigen – Chef oder Bauleiter (Natschalnik Начальник oder Prorab Прораб) und gemeinsam dem Normirowschtschik als Vertreter des Lagers aufgemessen.
Voraussetzung für die Wahrnehmung dieser Tätigkeiten waren neben der Kenntnis von Büroarbeit die der russischen Sprache und der kyrillischen Schreibschrift.
Normirowschtschiki erhielten, weil sie regelmäßig noch nach Arbeitsschluss auf der Arbeitsstelle tätig sein mussten, einen Passierschein für den Weg zwischen Lager und Arbeitsstelle.
In einer Statistik der sowjetischen Lagerverwaltung für die Ministerien in Moskau und Kiew stellt sich der Arbeitseinsatz der Kriegsgefangenen wie folgt dar:
| Zeitraum                                   | 1944      | 1945       | 1946       | 1947       | 1948       |
| ------------------------------------------ | --------- | ---------- | ---------- | ---------- | ---------- |
| Durchschnittliche Lagerbelegung            | 6534      | 10033      | 8386       | 6340       | 3469       |
| Arbeitskräfte                              | 3732      | 6347       | 6892       | 4912       | 2985       |
| Anteil an der Gesamtbelegung %             | 57,2      | 63,2       | 82,2       | 76,3       | 85,8       |
| Arbeitstage                                | 428.555   | 1.500.398  | 1.829.551  | 1.198.805  | 743.261    |
| Wert der Leistungen [in Rubel]             | 3.998.763 | 15.408.524 | 23.708.661 | 18.104.800 | 10.373.900 |
| Durchschnittliche Arbeitsproduktivität %   | 91,5      | 96,0       | 110,4      | 97,7       | 94,0       |
| Durchschnittliche Tagesleistung [in Rubel] | 9–35.     | 10–26      | 12–95      | 15–10      | 14–00      |

Danach sollen die Kriegsgefangenen rund 71,6 Mill. Rubel erarbeitet haben.
Diese Statistik spiegelt die physische Konstitution der Gefangenen und damit indirekt auch die Lebensmittel-Versorgungslage wider. So war selbst bei großzügiger Wertung der Arbeitsfähigkeit 1944 nur etwas mehr als die Hälfte der Gefangenen einsatzfähig. Die ab Herbst 1945 für gut ein bis anderthalb Jahre wesentlich verbesserte Ernährungssituation (dank US-amerikanischer Lieferungen) schlägt sich in den positiveren Ergebnissen des Jahres 1946 nieder. Ab 1947 ist insoweit wieder die tatsächliche Verschlechterung sichtbar.
Freizeit – der im Allgemeinen eingehaltene Acht-Stunden-Tag, die täglichen Zählungen und der Essensempfang ließen den Kriegsgefangenen an den Werktagen etwa ein bis zwei Stunden freie Zeit. Wie wurde sie genutzt? Da zeigte sich im Verlauf der Jahre ein wesentlicher Wandel – zum Positiven hin.
In den ersten Monaten der Existenz des Lagers 1944 waren die Kriegsgefangenen vermehrt damit beschäftigt, sich auf das Lagerleben in den kahlen Unterkünften einzustellen – weder Betten, nicht einmal Pritschen waren vorhanden. Sie kamen ins Lager nur mit dem, was sie auf dem Leibe hatten. Und das war zumeist nicht einmal mehr das, was sie bei der Gefangennahme trugen, sondern was sie auf dem oft tagelangen Weg ins Lager nach der Wegnahme – von Schuhzeug (vor allem dies) bis zum Unterhemd – zwecks Verteilung an die Bevölkerung oder der eigenen Nutzung als Ersatz erhielten – meist minderwertig und nicht passend.
So suchten sie während der Arbeit in den für sie abgegrenzten Zonen, vor allem in Trümmern, nach brauchbaren Gegenständen, die, gelang es, sie durch die Eingangskontrollen ins Lager zu verbringen, während der Freizeit wieder aufgearbeitet und verwendbar gemacht wurden. Besonders gefragt waren Alu-Bleche. Spezialisten, wie gelernte Handwerker bezeichnet wurden, brachten aus Werkstätten Materialien mit, sofern aus ihnen solche notwendigen Dinge wie Löffel, Kochgeschirre und Waagen zum Auswiegen der brigade- oder stubenweise ausgegebenen Brotrationen nicht schon dort hergestellt wurden. In mühevoller Arbeit wurden z. B. Stähle zu Messern umgearbeitet, die unter anderem zum Teilen der Brotrationen benötigt wurden. Als etwa Mitte 1947 die läusefreien Zeiten begannen und die Haare wieder wachsen durften, waren auch Kämme gefragt. Sie wurden wie viele andere Gegenstände aus Alu-Blechen gesägt. Was jedoch die Mehrzahl der Kriegsgefangenen vermisste, war die Zahnbürste. Besaß man eine solche, ersetzte Seife oder auch Salz die Zahnpasta. Oder es musste sich einfach mit dem Fingerreiben an Zahnfleisch und Zähnen begnügt werden.
In der Hauptsache jedoch wurde während des Feierabends geruht, um sich von den Strapazen der Arbeit und der Wege hin und zurück zur Arbeitsstelle zu erholen. An den freien Sommersonntagen sah man hier und da vor den Unterkünften Gefangenen mit entblößtem Oberkörper Läuse und ihre Nissen in der Oberbekleidung knacken, denn die Entlausung funktionierte in den ersten beiden Jahren nur sehr unzureichend. Oder sie hämmerten an ihren Holzpantinen oder flickten, sofern sie sich Nadel und Faden organisiert hatten, mit irgendwelchen Stofffetzen ihre Kleidung, um sich für den kommenden Winter vorzubereiten.
Da Strom bislang nur für die Beleuchtung des Sicherheitszauns rund ums Lager vorhanden war, blieben solche Arbeiten auf die Zeit des Tageslichts beschränkt, denn die blakenden Ölfunzeln, die später durch auf den Arbeitsstellen organisierten Glühbirnen ersetzten wurden, reichten mit ihrem Licht dazu nicht aus.
Im Verlauf des Sommers 1945, nachdem das Lager nach und nach mit Eisengestellen für den Bettenbau ausgestattet worden war, galt während der Freizeit – nach dem Motto, wie du dich bettest, so schläfst du – sich eine möglichst gute und bequeme Lagerstatt zu schaffen. Doch allen Mühen zum Trotz, selbst die Desinfektion der Korpusse, derweil die Lagerbelegschaft zwei oder drei Sommernächte im Freien kampierte, half nicht, der Wanzenplage Herr zu werden. Aber abgesehen von diesen Mängeln hatten sich die Gefangenen in die Zwänge des Lagers allmählich eingerichtet. Das Lagerleben normalisierte sich.
Ab etwa Sommer 1946 wurden an Sonntagsnachmittagen zwischen Deutschen und Ungarn „Fußballländerspiele“ ausgetragen, die sich großer Beliebtheit erfreuten. Auch im Boxen maßen sich solche Gefangenen, die entweder wie die Fußballer als Funktionäre oder gut genährte Spezialisten inzwischen die dafür nötige Konstitution erlangt hatten. Im Hauptlager, der Lagerabteilung 2, trat, vom Politoffizier unterstützt, erstmals eine Theatergruppe mit kleinen Stücken und Sketchen auf. Ergänzt durch Musik mit Schifferklavier, Violine und Bassgeige, Gitarre und Schlagzeug wurde recht passable Unterhaltung geboten, die auch ab und zu während des Winters im sog. Klub, einen größeren Raum neben der Küche, stattfand. Bei Gastspielen trat die Gruppe auch im Südlager, der Lagerabteilung 1, und im Stadtlazarett auf.

## Finanzierung des Lagers
Die Kriegsgefangenenlager hatten sich aus den Erträgen des Arbeitseinsatzes der Kriegsgefangenen möglichst selbst zu finanzieren.
Für das Lager 126 hat die Lagerverwaltung in ihrem Abschlussbericht anlässlich der Übergabe an das Lager 159 – Odessa folgendes an das zuständige Ministerium in Moskau gemeldet:
Aus den aufgewendeten Mitteln für den Unterhalt des Lagers von insgesamt 79,7 Millionen Rubel entfielen auf
Posten 1 Löhnung des Personals	11,4 Millionen Rubel
Posten 2 Reisekosten 567.000 Rubel
Posten 3 Reichsversicherung 114.000 Rubel
Posten 4 Verwaltungsausgaben 2,1 Millionen Rubel
Posten 7 Unterhalt für Kriegsgefangene 63,0 Millionen Rubel
davon sind in dieser Zahl enthalten für
a) Verpflegung der Kriegsgefangenen 53,3 Millionen Rubel
b) Geldprämienzahlung an die Kriegsgefangenen 2,6 Millionen Rubel
c) Sachversorgung der Kriegsgefangenen [Kleidung u. ä.] 5,4 Millionen Rubel
Außerdem werden im Bericht nicht bewertete Kosten für sanitäre/medizinische Leistungen, für Transporte u. ä. erwähnt.
Bei der Abwicklung des Lagers 126 wurde das dem Lager 159 übergebene Kapital mit 1,8 Millionen Rubel beziffert neben frei angesammelten Mitteln in Höhe von 3,8 Millionen Rubel.
Diesen Zahlen und der dem Lager 159 übergebenen Summe zufolge müsste sich das Lager finanziell selbst getragen und positiv bilanziert abgeschlossen haben.
Eine abschließende genaue Kosten-Nutzenrechnung über die Existenz des Lagers ist nicht vorgelegt worden, vermutlich wegen getrennter ministerieller Zuständigkeiten für Lagerverwaltung und Arbeitseinsatz einerseits und Bewachung andererseits.
Heute wird jedoch hinsichtlich des Lagers 126 beklagt, dass es mit Verlust abgeschlossen wurde, wie seit längerer Zeit übrigens allgemein für die sowjetischen Kriegsgefangenenlager des Zweiten Weltkrieges festgestellt.
Zu oben b) Geldprämien: Für den Unterhalt des einzelnen Gefangenen wurde zunächst ein Pauschalbetrag zugrunde gelegt. Was diesen Betrag überschritt, wurde ab etwa Winterhalbjahr 1945/46 dem Kriegsgefangenen ausgezahlt. Da dieser Betrag vergleichsweise hoch angesetzt war, war es ungelernten Arbeitern so gut wie unmöglich, Geld zu verdienen, zumal die Erfüllung ungelernter Arbeit wie der Aushub von Gruben (was größere, bei der Mangelverpflegung jedoch nicht vorhandene körperliche Kräfte erfordert) wertmäßig geringer bemessen war als Handwerksarbeit wie z. B. das Drehen von Kolben (was für einen gelernten Dreher auch bei schlechterer körperlicher Verfassung zu schaffen wäre).

## Politische Arbeit – Antifa
Für die Erfüllung der politischen Arbeit wurde vorausgesetzt, dass die sowjetische Lagerleitung parteilich organisiert war. So bestand schon seit Gründung des Lagers dem Abschlussbericht zufolge ein reger Kontakt zu den örtlichen Parteikadern.
Größter Wert wurde auf die Umerziehung der Kriegsgefangenen im kommunistischen Sinne gelegt. Mit dieser Aufgabe wurde allerdings erst im Frühjahr 1945 intensiver begonnen, das war nach der deutschen Kapitulation vermeintlich nachhaltiger. Aus den Reihen der Gefangenen wurden solche ausgesucht, die antifaschistisch eingestellt waren oder sich unter den herrschenden Umständen als solche ausgaben und diese Einstellung propagieren konnten. Im Kern genügte dafür jedoch eine Gegnerschaft zum Nationalsozialismus / Faschismus nicht allein, sondern es kam auch darauf an, die kommunistischen Ideen und Demokratie nach bolschewistischem Muster zu verstehen und dies gegenüber anderen Gefangenen verständlich zu machen. Diese ausgewählten Gefangenen absolvierten Kurse und schrieben für die Wandzeitungen zu politischen Themen, insbesondere anlässlich historischer Daten wie die Oktoberrevolution, der 9. November 1918 in Deutschland, der 1. Mai, der 22. Juni 1941, als der Überfall auf die Sowjetunion begann, und Stalins Geburtstag im Dezember. Diese Aktionen waren allerdings kaum erfolgreich, was aus Schadrinsk sogar nach Moskau berichtet wurde. In Nikolajew war es nicht viel anders. Über Antifa sprach man insgeheim abwertend, und die Antifa-Aktivisten, oft Wendehälse, nahm man nicht ganz ernst. Ihnen gegenüber war bei freiem Meinungsaustausch zur Vermeidung von Nachteilen Vorsicht geboten.
Zu Kriegszeiten kamen Ausgaben der Zeitung „Freies Deutschland“ des gleichnamigen Nationalkomitees, das der Bund deutscher Offiziere unterstützte, ins Lager. Deren Artikel und Resolutionen riefen zum Widerstand gegen Hitler und seine Anhänger mit dem Ziel auf, den Krieg zur Vermeidung weiterer Opfer und Zerstörungen zu beenden. Nach der Auflösung des Komitees wurde das Lager mit Zeitungen aus der Sowjetischen Besatzungszone (SBZ) beliefert – nach der „Deutschen Volkszeitung“ der KPD regelmäßig mit dem „Neuen Deutschland“, dem Organ der SED, der „Tribüne“ des Freien Deutschen Gewerkschaftsbundes (FDGB), gelegentlich mit der „Neuen Zeit“ der Christlich Demokratischen Union – (CDU-Ost) und „Der Morgen“ der Liberal-Demokratischen Partei (LDPD), allerdings auch mit der „National-Zeitung“ der National-Demokratischen Partei (NDPD).
Entsprechend diesen Vorgaben führte die bescheidene Lagerbücherei fast ausschließlich politische Werke, solche von Stalin und Schdanow, sowie von und über deutsche Kommunisten. Unter den Literaten waren die deutschen Emigranten Theodor Plivier und Willi Bredel, 1962 bis 1964 Präsident der Deutschen Akademie der Künste der DDR, vertreten.
Für wie bedeutend diese Aufgabe, die politische Arbeit, angesehen wurde, davon zeugt der beträchtliche Umfang dieses Themas im Bericht der Lagerleitung an die Ministerien in Moskau und Kiew. Gleichwohl ist ihr kaum Erfolg beschieden gewesen.

## Sterblichkeit
Zur Sterblichkeit unter den Kriegsgefangenen enthalten die Berichte keine Angaben. Das Wort Sterblichkeit (russisch: Смертность) oder Ähnliches wird nicht einmal erwähnt, nicht einmal im Zusammenhang mit dem durch die hohe Todesrate verursachten Arbeitskräfteausfall und zu dessen Begründung. Allein die oben angeführte Statistik über die Einsatzfähigkeit der Kriegsgefangenen 1944 und auch noch 1945 von nur 57,3 % bzw. 63,2 % der Lagerbelegschaft lässt Rückschlüsse auf die körperliche Verfassung zu und damit eine hohe Todesrate erahnen.
Bis etwa Mitte 1945 war die Sterberate unter den Gefangenen durch Krankheit, mangelnde Ernährung und psychische wie physische Belastungen sehr hoch. Die oben beschriebenen unzulänglichen sanitären Verhältnisse waren nicht ohne Auswirkung auf die anfänglich hohe Sterblichkeit.
Die Toten aus der OK-Zone, mit Beginn des Winterhalbjahres täglich um die drei bis sechs Mann, zuvor geringerer Zahl, wurden unweit in Massengräbern, Gruben am Ufer des Ingul, beerdigt (ungefähre Lage – im Umkreis von 46° 59′ 06,73″ N, 32° 00′ 37,54″ О). Ob die in der Lagerabteilung 1 Verstorbenen zur Beerdigung in die OK-Zone befördert wurden oder nahebei in den Dünen am Ufer des Bugs vergraben wurden, ist unbekannt.
Beim „Volksbund Deutsche Kriegsgräberfürsorge e.V.“ sind in Nikolajew für die Zeit von 4. April 1945 bis zum 20. April 1949 383 verstorbene und auf dem städtischen Friedhof beigesetzte Kriegsgefangene und Internierte der Lager 4564 und 159/7 registriert. Bei dem „Lager 4564“ handelt es sich um das einer anderen Moskauer Behörde unterstellte, mitten in der Stadt gelegenen Kriegsgefangenenhospital. Das Lager 159/7 ist das ab 1949 den Lagern in Odessa verwaltungsmäßig angegliederte „Hauptlager“ in Nikolajew mit der vorherigen amtlichen Bezeichnung 126/2 (Temwod).
Als Anhalt: Im Abschlussbericht vom 31. Januar 1951 über das Lager Nr. 159 – Odessa – (Blatt 29) werden für das 4. Viertel 1944 als verstorben 654 Mann gemeldet. Wird die andernorts angeführte Belegung von 11.687 Mann zugrunde gelegt, ergäbe sich – umgerechnet auf ein Jahr – eine Sterblichkeitsquote von 22,4 %. Da jedoch die Sterblichkeit im Winter wesentlich höher war, wird die Jahresrate mindestens 10 % betragen haben.
Für 1946 (Blatt 35) werden 66 Tote erwähnt, was bei einer Belegung mit 12.769 Mann 0,5 % entspricht.
In einer lokalen Veröffentlichung von 2012 unter dem Titel Николаевский Бухенвальд / Nikolajewer Buchenwald über den Stadtteil Temwod und die Werft „61 Komunara“ heißt es, dass im dortigen Lager während seines fünfjährigen Bestehens als NKWD-/MWD-Lager 126 – ohne Unterscheidung der Nationalitäten (vorwiegend Deutsche, Ungarn, Rumänen) – 2.000 Gefangene gestorben seien.